# Gunborg Uddenberg
Hilma Elna Gunborg Uddenberg, född Nordh 14 april 1908 i Göteborg, död 1999, var en svensk barn- och ungdomspsykiater. Hon var gift (1934) med Carl Erik Uddenberg och mor till Nils Uddenberg.
Efter studentexamen i Göteborg 1927 blev Uddenberg medicine kandidat 1930, medicine licentiat vid Lunds universitet 1936 samt medicine doktor 1955 på avhandlingen Diagnostic Studies in Prematures och var docent i barnpsykiatri i Lund 1960–73. Hon innehade korta vikariat som provinsialläkare, vid sanatorier och odelat lasarett 1936–41, var samma tid assistentläkare vid medicinska och pediatriska klinikerna i Lund samt extra läkare och assistentläkare vid Göteborgs barnsjukhus åtta månader 1939–41. 
Uddenberg innehade olika förordnanden vid psykiatriska kliniker och sinnessjukhus i Lund och Göteborg 1940–43, var extra ordinarie andreläkare vid Sankt Lars sjukhus 1944–46, underläkare vid psykiatriska kliniken i Lund 1946, biträdande överläkare där 1947–48 och biträdande överläkare vid barnpsykiatriska avdelningen på Lunds lasarett 1949. Hon blev föreståndare för rådgivningsbyrån för barn och ungdom 1954 och var överläkare vid barn- och ungdomspsykiatriska kliniken på Lunds lasarett 1963–73 (tillförordnad 1961).